# Borów (Polkowice)
Pour les articles homonymes, voir Borów.
Borów est une localité polonaise de la gmina de Radwanice, située dans le powiat de Polkowice en voïvodie de Basse-Silésie.